# Hasardspelaren
Hasardspelaren (eng. Mr. Lucky) är en amerikansk långfilm från 1943 i regi av H.C. Potter, med Cary Grant, Laraine Day, Charles Bickford och Gladys Cooper i rollerna.

## Handling
Hasardspelaren Joe Adams (Cary Grant) försöker under andra världskriget att sno pengar ifrån en frivillighetsorganisation. Men när han träffar den unga damen Dorothy Bryant (Laraine Day) börjar hans attityd förändras.

## Rollista
| Cary Grant       | – Joe Adams/Joe Bascopolous |
| Laraine Day      | – Dorothy Bryant            |
| Charles Bickford | – Hard Swede                |
| Gladys Cooper    | – Captain Veronica Steadman |
| Alan Carney      | – Crunk                     |
| Henry Stephenson | – Mr. Bryant                |
| Paul Stewart     | – Zepp                      |
| Kay Johnson      | – Mrs. Mary Ostrander       |
| Erford Gage      | – Henchman                  |
| Walter Kingsford | – Commissioner Hargraves    |
| Florence Bates   | – Mrs. Van Every            |

## Reception
Filmen blev en stor succé och gjorde en vinst på $1 603 000.

## Adaptioner
Filmen gjordes om till en radiopjäs som sändes 18 oktober 1943 på Lux Radio Theater med Cary Grant och Laraine Day i de roller de haft i filmer. Cary Grant återupprepade sin roll när radiopjäsen återigen sändes, den 20 januari 1950 på Screen Director's Playhouse.
1959 baserades löst en TV-serie, Mr. Lucky, på filmen. John Vivyan spelade huvudrollen, men serien lades ner efter en säsong.